# 필로 레밍턴
필로 레밍턴(Philo Remington, 1816년 10월 31일~1889년 4월 4일)은 미국의 사업가이다.
그는 레밍턴 암스의 창시자 엘리팔레 레밍턴(Elipalet Remington)의 장남으로 태어났다.

## 생애
필로 레밍턴은 1816년 10월 31일 뉴욕주 리치필드에서 애비게일과 엘리팔레 레밍턴 사이에서 태어났다.

## 경력
1839년에 그는 아버지의 사업에 참여했고, 그 사업의 이름은 "E. Remington & Son"였다. 1845년, 그의 형제 사무엘도 이 회사에 입사하면서 회사 이름은 "E. Remington and Sons"으로 바뀌었다.
필은 25년 넘게 아버지의 소형 무기 공장에서 기계 부서의 매니저였다. 그는 총신을 곧게 펴는 반사법으로 무기 제조를 개선했고, 미국에서 최초로 성공한 주강 드릴링 라이플 총신을 만들었다.
아버지가 사망한 후, 필로는 미국 남북 전쟁 동안 회사를 이끌고 북군에 소형 무기를 공급했다.
그는 1873년 3월 1일 회사가 당시 숄스와 글라이든 타자기라고 알려진 것을 제조하는 계약을 따냈을 때 활동적이었다. 필로 레밍턴은 1886년에 은퇴했다.
그는 20년 동안 뉴욕의 일리온 마을의 대통령이었다.

## 개인사
레밍턴은 결혼했고 두명의 딸이 있었다.

## 사망
레밍턴은 1889년 4월 4일 플로리다주 실버 스프링스에 있는 동안 담즙열로 사망했다.

## 같이 보기
- 엘리벨렛 레밍턴
- 레밍턴 암스